# Poetry Society of America
Pour les articles homonymes, voir Poetry Society.

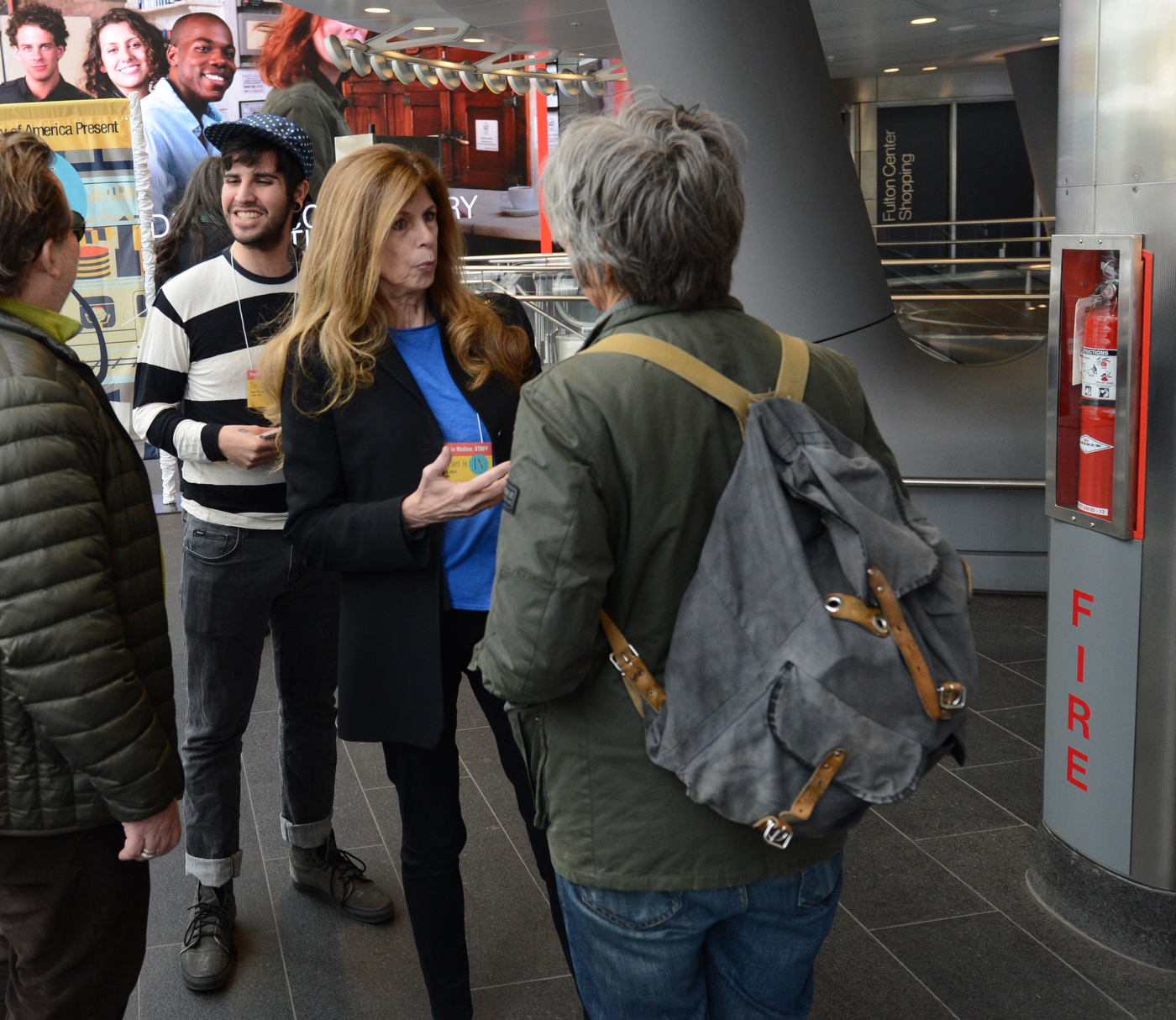
Poetry in motion

La Poetry Society of America  (PSA), fondée en 1910, est la plus ancienne société littéraire américaine dédiée à la poésie.

## Historique
La Poetry Society of America est une société à but non lucratif fondée à New York. Sa mission vise à favoriser les échanges entre les poètes américains, diffuser et valoriser la diffusion de la poésie contemporaine contemporaine.

### Prix et bourses
Pour remplir sa mission elle a au cours du temps créée de nombreux prix et à partir de 2003 des bourses récompensant des (chapbooks,) plaquettes de poèmes (petit recueil de poèmes ne dépassant pas 40 pages) publiées par des poètes débutants ou de jeunes poètes. Après voir obtenu un prix Pulitzer deux années de suite, en 1918 (Love Songs, par Sara Teasdale) et en 1919 (Corn Huskers, par Carl Sandburg et Old Road to Paradise, par Margaret Widdemer (en)), la PSA, en 1923,  obtiendra à ce qu'il y ait un prix Pulitzer spécialement dédié à la poésie,,.

### Poetry in Motion (La poésie dans les transports publics)
En 1992, la PSA, reprenant une idée du Métro de Londres, lance en partenariat avec la Metropolitan Transportation Authority, un projet d'animations poétiques au sein des transports publics de New York, le Poetry in Motion (arts program) (en)  l'inauguration s'est réalisée au New York Transit Museum. Cette initiative a été saluée par la presse, de nombreuses métropoles américaines (Dallas, Los Angeles, Milwaukee, la Nouvelle-Orléans, Salt Lake City, Saint-Louis, Washington, Fresno, Little Rock, Portland, etc.) et en Europe ont repris l'idée ,,,,,,,,,. Alice Quinn directrice du programme a édité un recueil des meilleurs poèmes diffusés par l'opération Poetry in motion.

### Divers
En 2010, pour fêter son centenaire la PSA crée son site web.
Ses positions jugées conservatrices, par certains, seront critiquées, notamment lors du Maccarthysme.
Les archives de la PSA sont déposées et consultable à la Bibliothèque publique de New York (New York Public Library).
Le siège de la PSA est au 15, Gramercy Park, New York.

## Les prix décernés par la PSA
- La médaille Robert-Frost[22]
- Le Shelley Memorial Award
- Le Four Quartets Prize (en)
- Le Writer Magazine/Emily Dickinson Award (en)
- Le Cecil Hemley Memorial Award (en)
- Le Lyric Poetry Award (en)
- Le Lucille Medwick Memorial Award (en)
- Le Alice Fay di Castagnola Award
- Le Louise Louis/Emily F. Bourne Student Poetry Award (en)
- Le George Bogin Memorial Award (en)
- Le Robert H. Winner Memorial Award (en)
- Le Louis Hammer Memorial Award (en)
- Le Norma Farber First Book Award (en)
- Le William Carlos Williams Award (en)

## Les bourses attribuées par la PSA
- Le National Chapbook Fellowship (en)
- Le New York Chapbook Fellowship (en)